# Świętoszewko (Pomerania Occidental)
Świętoszewko (pronunciación en polaco: /ɕfjɛntɔˈʂɛfkɔ/; en alemán: Schwanteshagenener Mühle) es un asentamiento en el distrito administrativo de Gmina Przybiernów, dentro del Condado de Goleniów, Voivodato de Pomerania Occidental, en el norte de Polonia occidental. Se encuentra aproximadamente a 9 kilómetros al este de Przybiernów, a 24 kilómetros al norte de Goleniów, y a 44 kilómetros al noreste de la capital regional Szczecin.
Antes de 1945, el área fue parte de Alemania. Para la historia de la región, véase Historia de Pomerania.
El poblamiento tiene una población de 140 habitantes.